# Glasnost (Barclay James Harvest)
Glasnost is een livealbum van Barclay James Harvest. Het was na Barclay James Harvest Live, Live tapes en A concert for the people (Berlin) het vierde livealbum van de band. 

## Inleiding
De band was met hun studioalbums ongekend populair in Duitsland (meerdere eindigden in de top 10 van albums daar) hetgeen uitmondde in een concert in het park voor het Rijksdaggebouw in Berlijn, alwaar tussen de 175.000 en 250.000 bezoekers kwamen, vastgelegd in A concert for the people. De stevige geluidsinstallatie zorgde er voor dat de muziek ook in Oost-Berlijn te horen was.   
De organisatoren van Berlijn 750 jaar, stadsbestuur van Oost-Berlijn, vroegen daarop BJH ter gelegenheid van die festiviteiten op te treden op het eiland Insel der Jugend in de Spree. Ze hadden gerekend op 10.000 kaartkopers (kaartjes kostten circa 4 Oost-Duitse Mark). Toen het concert werd aangekondigd bleek dit duidelijk te laag ingeschat. Inderhaast moest de plek van optreden gewijzigd worden in het Treptower Park. Achteraf werd geschat dat tussen de 130.000 en 170.000 al dan niet betalende mensen het concert actief bijwoonden. Ook nu was er een grote geluidsinstallatie, zodat nu bewoners van West-Berlijn konden genieten van een optreden van BJH, zonder ze te kunnen zien. Degenen die het hebben bijgewoond of alleen gehoord waren getuigen van het eerste openluchtconcert van een westerse rockband in Oost-Duitsland.
Eenmaal terug in Engeland begon het werk om de registratie op elpee, muziekcassette, compact disc en video te krijgen; werktitel was Back to the wall. Er was genoeg materiaal om een dubbel-cd uit te brengen (4 lp’s en 2 mc’s), maar Polydor zag dat niet zitten; het zou te kostbaar zijn tegenover weinig verkoop. Besloten werd het tot één cd van 70 minuten te beperken. Bijkomend probleem was dat de muziek voor wat betreft lp en mc gelijkelijk over de kanten verdeeld moest worden. Het leverde drie varianten op binnen de uitgiften. Het eindresultaat was niet naar de zin van de band, omdat niet de concertvolgorde (setlist) aangehouden werd/kon worden. Zo volgen op de cd uit 1988 na het traditionele klapstuk Hymn nog twee tracks.

## Musici
- John Lees – zang, giaren
- Les Holroyd – zang, basgitaar
- Mel Pritchard – drumstel

Met
- Kevin McAlea en Bias Boshell – toetsinstrumenten
- Colin Browne – toetsinstrumenten en gitaar

## Muziek

### CD 835590-2 (1988)
| Nr. | Titel                          | Duur |
| --- | ------------------------------ | ---- |
| 1.  | Poor man's Moody Blues (Lees)  | 7:16 |
| 2.  | Alone in the night (Lees)      | 5:35 |
| 3.  | Hold on (Holroyd)              | 4:40 |
| 4.  | African (Lees)                 | 6:22 |
| 5.  | On the wings of love (Holroyd) | 6:20 |
| 6.  | Love on the line (Holroyd)     | 4:25 |
| 7.  | Berlin (Holroyd)               | 5:05 |
| 8.  | Medicine man (Lees)            | 6:05 |
| 9.  | Kiev (Holroyd)                 | 6:00 |
| 10. | Hymn (Lees)                    | 5:10 |
| 11. | Turn the key (Holroyd)         | 5:17 |
| 12. | He said love (Lees)            | 5:15 |

### CD Esoteric Recordings (2003)
In 2013 bracht het retroplatenlabel Esoteric Recordings een dubbel-cd uit met het gehele concert, tracks stonden daarbij in de volgorde van de setlist; 

| Nr. | Titel                | Duur |
| --- | -------------------- | ---- |
| 1.  | Nova Lepidoptera     | 6:14 |
| 2.  | Hold on              | 5:15 |
| 3.  | African              | 6:38 |
| 4.  | Love on the line     | 4:37 |
| 5.  | Alone in the night   | 6;21 |
| 6.  | On the wings of love | 6:33 |
| 7.  | Mocking bird         | 7:33 |
| 8.  | Rock and roll lady   | 5:46 |
| 9.  | He said love         | 5:20 |

| Nr. | Titel                  | Duur |
| --- | ---------------------- | ---- |
| 1.  | Turn the key           | 5:55 |
| 2.  | Medicine man           | 6:47 |
| 3.  | Kiev                   | 6:16 |
| 4.  | Child of the universe  | 6:01 |
| 5.  | Life is for living     | 5:38 |
| 6.  | Poor man’s moody blues | 8:10 |
| 7.  | Berlin                 | 6:52 |
| 8.  | Loving is easy         | 5:42 |
| 9.  | Hymn                   | 5:39 |

Ten opzichte van voorafgaande albums vielen de verkoopcijfers tegen. In Duitsland behaalde het album vier weken notering met een piek op plaats 47; in Zwitserland haalde het de 30ste plaats, maar stond maar één week in de lijst. Voor de rest van Europa was geen albumnotering weggelegd. In Engeland mocht een uitgebreide promotiecampagne niet baten.